# فابيو دال زوتو
فابيو دال زوتو (مواليد 17 يوليو 1957) هو مبارز بالسيف إيطالي، مثّل بلاده في الألعاب الأولمبية الصيفية 1976.

## روابط خارجية
فابيو دال زوتو على موقع اللجنة الأولمبية الدولية (الإنجليزية)
- فابيو دال زوتو على موقع أوليمبيديا (الإنجليزية)
- فابيو دال زوتو على موقع اللجنة الأولمبية الإيطالية (الإيطالية)